# Katharine Way
Katharine Way (Sewickley, 20 febbraio 1902 – Chapel Hill, 9 dicembre 1995) è stata una fisica statunitense, conosciuta per aver lavorato durante la seconda guerra mondiale per il Progetto Manhattan presso il Metallurgical Laboratory dell'Università di Chicago e per aver creato il Nuclear Data Project (NDP).

## Biografia
Katharine "Kay" Way nacque a Sewickley, in Pennsylvania, secondogenita dell'avvocato William Addisson Way e di sua moglie Louise Jones. Originariamente chiamata Catherine, in seguito cambiò l'ortografia in Katharine; amici e colleghi generalmente la conoscevano come Kay. La madre morì quando lei aveva dodici anni e il padre sposò una specialista dell'orecchio e della gola, che fornì a Kay il modello di donna in carriera.

Modello atomico di Bohr, studiato da Katharine Way

Way studiò al college di Miss Hartridge a Plainfield, nel New Jersey, e alla Rosemary Hall a Greenwich, nel Connecticut. Nel 1920 entrò al Vassar College, ma fu costretta ad abbandonarlo dopo due anni, essendosi ammalata di sospetta tubercolosi. Dopo la convalescenza a Saranac Lake, New York, frequentò il Barnard College per due semestri, nel 1924 e nel 1925.
Dal 1929 al 1934 proseguì gli studi alla Columbia University, dove Edward Kasner suscitò in lei l'interesse per la matematica, e fu coautrice del suo primo articolo accademico pubblicato. Si laureò in scienze nel 1932. Successivamente frequentò l'Università della Carolina del Nord, dove John Wheeler stimolò in lei l'interesse per la fisica nucleare; diventò la sua prima studentessa di dottorato.
Poiché durante la Grande depressione era difficile trovare lavoro, rimase come studentessa laureata dopo aver completato i requisiti del suo dottorato di ricerca.
Nel 1938 divenne Huff Research Fellow presso il Bryn Mawr College, che le permise di ottenere il dottorato di ricerca per la sua tesi di fisica nucleare, Photoelectric cross section of the deuteron. L'anno successivo ricevette l'incarico di docente presso l'Università del Tennessee, e nel 1941 diventò professore assistente.
In una conferenza a New York nel 1938, Way presentò un documento, Nuclear Quadrupole and Magnetic Moments, in cui esaminava la deformazione di un nucleo atomico rotante sotto tre modelli, incluso il modello a goccia liquida di Niels Bohr. Seguì questo con un esame più attento del modello a goccia liquida in un documento intitolato The Liquid-Drop Model and Nuclear Moments, in cui mostrò che il nucleo a forma di sigaro risultante sarebbe potuto essere instabile. Wheeler in seguito ricordò che:

### Progetto Manhattan

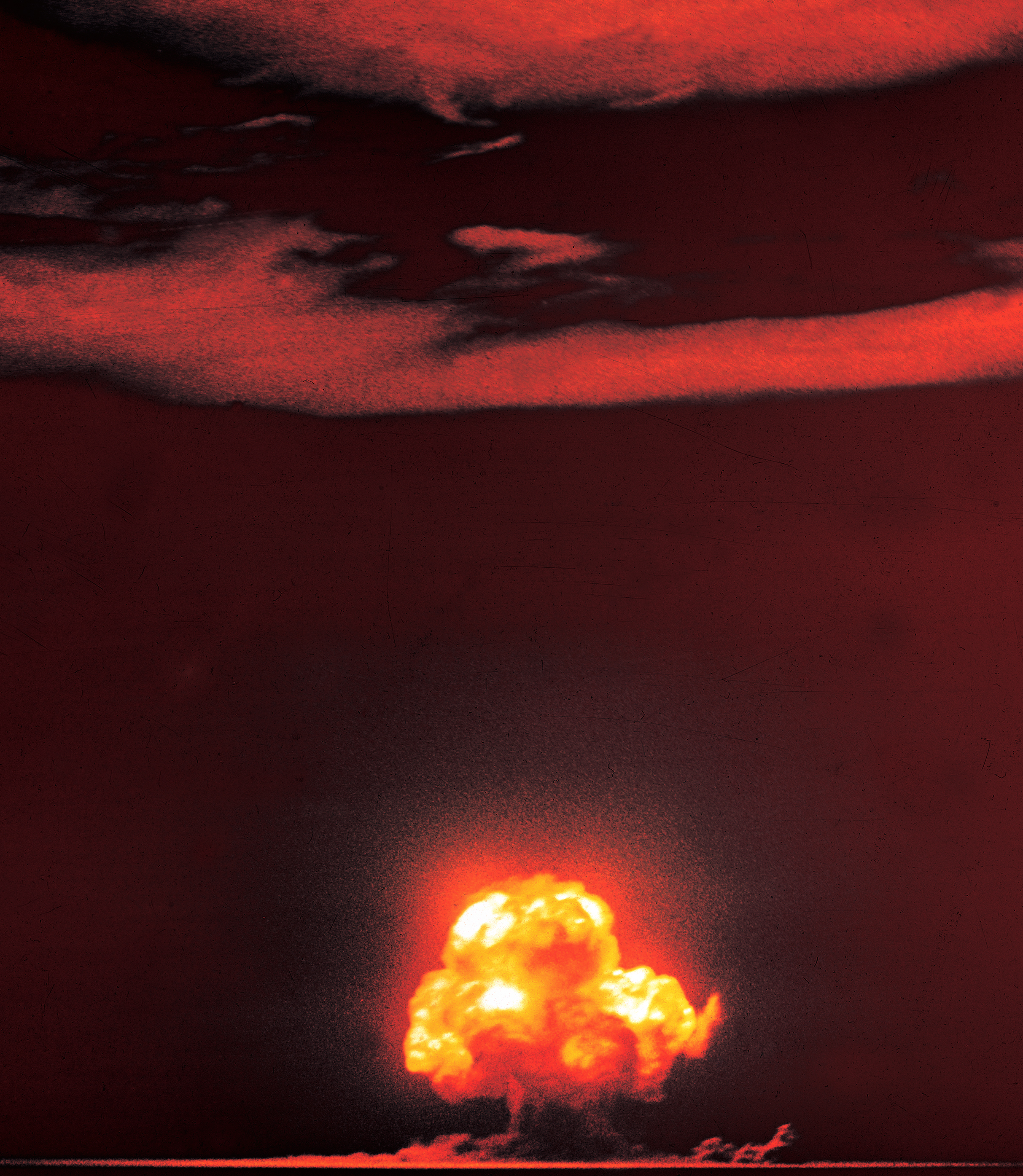
Esplosione del primo ordigno nucleare della storia durante il Trinity test, sviluppato dal Progetto Manhattan

Nel 1942 Wheeler reclutò Way per lavorare al Progetto Manhattan presso il Metallurgical Laboratory di Chicago. Lavorando con il fisico Alvin Weinberg, Way analizzò i dati del flusso di neutroni dai primi progetti di reattori nucleari di Enrico Fermi per vedere se fosse possibile creare una reazione a catena nucleare autosufficiente. Questi calcoli vennero poi utilizzati nella costruzione del Chicago Pile-1. Successivamente Way esaminò il problema dell'avvelenamento nucleare dei reattori da parte di alcuni prodotti di fissione. Con il fisico Eugene Wigner sviluppò l'approssimazione di Way-Wigner per il decadimento del prodotto di fissione.
Way visitò anche il sito di Hanford e il laboratorio di Los Alamos. A metà del 1945 si trasferì a Oak Ridge, nel Tennessee, dove continuò le sue ricerche sul decadimento nucleare. Mentre era lì, iniziò a specializzarsi nella raccolta e organizzazione di dati nucleari.
Con Dexter Masters, curò il bestseller del New York Times del 1946 One World or None: a Report to the Public on the Full Meaning of the Atomic Bomb, nel quale diversi scienziati espressero le loro preoccupazioni sulle implicazioni delle armi nucleari. Il libro includeva saggi di Niels Bohr, Albert Einstein e Robert Oppenheimer e vendette oltre 100.000 copie.

### Carriera successiva
Way si trasferì a Washington nel 1949, dove andò a lavorare per il National Bureau of Standards. Quattro anni dopo, convinse il Consiglio nazionale delle ricerche dell'Accademia nazionale delle scienze a istituire il Nuclear Data Project (NDP), un'organizzazione con una responsabilità speciale per la raccolta e la diffusione di dati nucleari, sotto la sua guida. Nel 1964 l'NDP si trasferì all'Oak Ridge National Laboratory, che Way diresse fino al 1968. A partire dal 1964, l'NDP pubblicò una rivista, Nuclear Data Sheets, per diffondere le informazioni che l'NDP aveva raccolto. A questo si aggiunse l'anno successivo una seconda rivista, Atomic Data and Nuclear Data Tables. Inoltre convinse i redattori di Nuclear Physics ad aggiungere parole chiave ai titoli degli articoli per facilitare i riferimenti incrociati.
Way lasciò l'NDP nel 1968 e divenne docente a contratto presso la Duke University di Durham, nella Carolina del Nord, mantenendo l'attività di redattrice di Nuclear Data Sheets fino al 1973 e Atomic Data and Nuclear Data Tables fino al 1982. In età avanzata si interessò ai problemi di salute degli anziani e fece pressioni per migliorare l'assistenza sanitaria a loro riservata.
Way, che non si sposò mai, morì a Chapel Hill, nella Carolina del Nord, il 9 dicembre 1995.